# Дзендзіри
Дзендзі́ри — ботанічний заказник.
Об'єкт розташований на території Катеринопільської селищної громади Звенигородського району Черкаської області, між селом Шостакове та селищем міського типу Катеринопіль.
Територія знаходиться в заплаві річки Гнилий Тікич, на якій поширені угрупування, що охороняються на міжнародному рівні, а також популяція рябчика шахового — рідкісного виду рослин, занесеного до Червоної книги України.
Площа — 18,6 га.
Статус отриманий 2022 року.